# Fakaye
Fakaye (auch: Fakey) ist ein Dorf in der Stadtgemeinde Filingué in Niger.

## Geographie
Das von einem traditionellen Ortsvorsteher (chef traditionnel) geleitete Dorf befindet sich rund neun Kilometer nordöstlich des Stadtzentrums von Filingué, der Hauptstadt des gleichnamigen Departements Filingué, das zur Region Tillabéri gehört. Zu den ländlichen Siedlungen in der Umgebung von Fakaye zählen Tidani im Norden, Bakin Toullou im Osten und Banguir im Westen.
Es herrscht das Klima der Sahelzone vor, mit einer durchschnittlichen jährlichen Niederschlagsmenge zwischen 300 und 400 mm.

## Geschichte
Das Dorf Fakaye wurde 1927 gegründet.

## Bevölkerung
Bei der Volkszählung 2012 hatte Fakaye 1779 Einwohner, die in 260 Haushalten lebten. Bei der Volkszählung 2001 betrug die Einwohnerzahl 1276 in 169 Haushalten und bei der Volkszählung 1988 belief sich die Einwohnerzahl auf 878 in 135 Haushalten.

## Wirtschaft und Infrastruktur

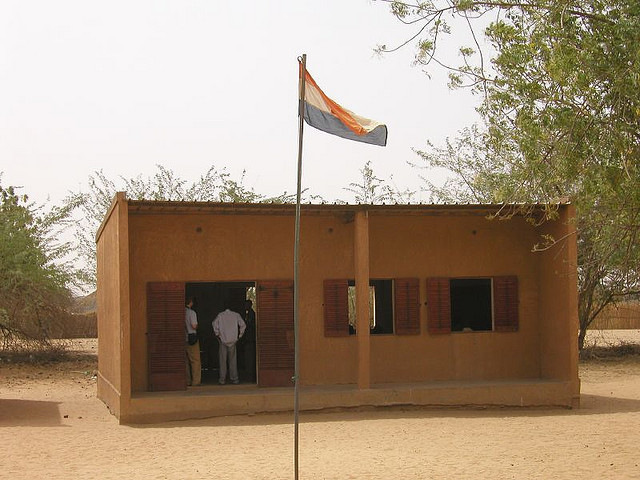
Klassenraum der Schule in Fakaye (2007)

Es gibt eine Schule im Dorf. Außerdem ist eine Medersa vorhanden.